# Jane Birkin
Mallory Jane Birkin, OBE (14 tháng 12 năm 1946 – 16 tháng 7 năm 2023) là một nữ diễn viên Anh và ca sĩ sống ở Pháp. Trong những năm gần đây, cô đã viết cho album của riêng mình, đạo diễn một bộ phim và là một người đề xuất thẳng thắn vấn đề dân chủ tại Miến Điện. Cô là mẹ diễn viên Charlotte Gainsbourg. Cô tham gia nhiều phim nổi tiếng như Blowup (1966, giải Cành cọ vàng tại Liên hoan phim Cannes 1967), Don Juan, or If Don Juan Were a Woman (với Brigitte Bardot đóng chính,1973), Death on the Nile (1978), Evil Under the Sun (1981), The Pirate (1984), La Belle Noiseuse (1991, phim chuyển thể tiểu thuyết Balzac, giành Giải thưởng lớn Liên hoan phim Cannes)...

## Các phim đã đóng
- The Knack …and How to Get It (1966) – Girl on Motorbike
- Blow Up (1966) – The Blonde
- Kaleidoscope (1966) – Exquisite Thing
- Wonderwall (1968) – Penny Lane
- Slogan  (1969) – Évelyne
- The Pleasure Pit (1969) – Jane
- La Piscine (1969) – Penelope
- Trop petit mon ami (1970) – Christine Mars / Christine Devone
- Sex Power (1970) – Jane
- Alba pagana (1970) – Flora
- Cannabis (1970) – Jane Swenson
- 19 djevojaka i Mornar (1971) – Milja
- Romance of a Horsethief (1971) – Naomi
- Trop jolies pour être honnêtes (1972) – Christine
- Dark Places (1973) – Alta
- Don Juan, ou Si Don Juan était une femme... (1973) – Clara
- Seven Dead in the Cat's Eye (1973) – Corringa
- Projection privée (1973) – Kate/Hélène
- Le Mouton enragé (1974) – Marie-Paule
- Comment réussir quand on est con et pleurnichard (1974) – Jane
- Lucky Pierre (1974) – Jackie Logan
- Serious as Pleasure (1975) – Ariane Berg
- La Course à l'échalote (1975) – Janet
- Catherine & Co. (1975) – Catherine
- Bestial Quartet (1975) – Jane Berg
- Burnt by a Scalding Passion (1976) – Virginia Vismara
- Je t'aime moi non plus (1976) – Johnny Jane
- The Devil in the Heart (1976) – Linda
- Madame Claude (1977) – singer (theme song "Yesterday Yes a Day")
- L'Animal (1977) – The Female Star
- Good-bye, Emmanuelle (1977) – as Singer (theme song)
- Death on the Nile (1978) – Louise Bourget
- Au bout du bout du banc (1979) – Peggy
- Melancholy Baby (1979) – Olga
- La miel (1979) – Inés
- Egon Schiele Exzess und Bestrafung (1980) – Wally
- The Prodigal Daughter (1981, by Jacques Doillon) – Anne
- Rends-moi la clé ! (1981) – Catherine
- Evil Under the Sun (1982) – Christine Redfern
- Nestor Burma, Détective de choc (1982) – Hélène Chatelain
- Circulez, y'a rien à voir ! (1983, by Patrice Leconte) – Hélène Duvernet
- L'Ami de Vincent (1983) – Marie-Pierre
- Le Garde du corps (1984) – Barbara Penning
- La Pirate (1984, by Jacques Doillon) – Alma
- Love on the Ground (1984, by Jacques Rivette) – Emily
- Leave All Fair (1985) – Katherine Mansfield
- Dust (1985) – Magda
- Beethoven's Nephew (1985) – Johanna
- La Femme de ma vie (1986) – Laura
- Kung-Fu master (1987, by Agnès Varda) – Mary–Jane
- Jane B. par Agnès V. (1988, by Agnès Varda) – Calamity Jane / Claude Jade / Jeanne d'Arc
- Soigne ta droite (1987) – La cigale
- Comédie ! (1987, by Jacques Doillon) – Elle / also singer (theme song)
- Daddy Nostalgie (1990) – Caroline / also singer (end title "These Foolish Things")
- Contre l'oubli (1991, segment "Pour Maria Nonna Santa Clara, Philippine") – Director and narrator
- La Belle Noiseuse (1991) – Liz (phim chuyển thể tiểu thuyết Balzac)
- Oh pardon ! Tu dormais... (1992, TV) – as Director and writer
- 3000 scénarios contre un virus (1994) – as Director (segment "Je t'aime, moi non plus")
- Les cent et une nuits (1995) – Celle qui dit radin
- Black for Remembrance (1995) – Caroline
- Between the Devil and the Deep Blue Sea (1995) – The Woman (voice)
- On connaît la chanson (1997) – Jane (she sang her song "Quoi")
- A Soldier's Daughter Never Cries (1998) – Mrs. Fortescue
- The Last September (1999) – Francie Montmorency
- This Is My Body (2001) – Louise Vernet
- A Hell of a Day (2001) – Jane
- Merci Docteur Rey (2002) – Pénélope
- The Very Merry Widows (2003) – Renée
- Le Divorce (2003) – singer (end title "L'Anamour")
- L'ex-femme de ma vie (2004) – singer (theme song "Parlez-moi d'amour")
- La tête de maman (2007)
- Boxes (2007) - Anna (directorial debut)
- 36 Views from the Pic Saint-Loup (2009) – Kate
- Thelma, Louise et Chantal (2010)